# Anisostephus hydrophilus
Anisostephus hydrophilus är en tvåvingeart som beskrevs av Nikolai Vasilevich Kovalev 1972. Anisostephus hydrophilus ingår i släktet Anisostephus och familjen gallmyggor. Inga underarter finns listade i Catalogue of Life.